# Grand Menhir de la Garde
Der Grand Menhir de la Garde (auch Grande Pierre du Logis de la Garde oder La Pierre à Vinegre (deutsch „Essigstein“) genannt) ist ein Menhir in Cholet, im Süden des Département Maine-et-Loire in Frankreich.
Früher stand etwa 30 Tonnen schwere Stein südöstlich von Cholet, an der Rue de Maulévrier (D20), etwa 70 m vom Hof Garde. Auf einem Stich von Pierre-Aimé Millet (1783–1873) von 1865 steht er aufrecht, aber seine sukzessive Neigung zur Straße machte nachts eine Beleuchtung notwendig. 1888 wurde beschlossen, ihn zum etwa 5,0 km entfernten „Jardin du Mail“  in Cholet zu versetzen. Der wurde auf einem Spezialwagen von 16 Ochsen in den Park transportiert.
Der quaderartige Menhir aus lokalem Granit mit abgerundeten Ecken und einer Höhe von 3,6 m, von denen 70 cm im Boden liegen wurde am Fuße der Wälle von Cholet nicht in seiner ursprünglichen Orientierung aufgestellt. Die Frontseite, die jetzt eine kleine Nische und eine Gedenktafel trägt, war ursprünglich die Nordostseite. Die Nische wurde 1851 auf Geheiß des Pfarrers von Saint-Pierre, gegraben, der dort eine Marienstatue einbaute, die der Straße zugewandt war und heute verschwunden ist.
Der Name Pierre à Vinegre rührt ursprünglich von der verbreiteten Sitte her, Trankopfer auf dem Stein zu zelebrieren. Die Verballhornung der alten Sitte bestand darin, die Nase des Opfers auf den Stein zu drücken, damit er den Essig riechen konnte. Diese Tradition war in Frankreich, besonders im Mittelalter vielerorts (Pierre à Vinaigre in Nouzilly, Croix de la Pierre à Vinaigre in Crotelles) etabliert.
Etwa 300 m südwestlich seines ursprünglichen Standortes blieb der  Petit menhir du Champ de la Garde, auch  „Pierre à huile“  (deutsch „Ölstein“) genannt, erhalten.